# Joanny Arlin
Pour les articles homonymes, voir Arlin.
Joanny Arlin (né Jean Claude Arlin à Lyon le 4 janvier 1830 et mort à Lyon 3e le 7 avril 1906) est un peintre paysagiste français.
Il a exposé à presque chaque salon annuel de la Société des amis des arts de Lyon puis à la Société lyonnaise des beaux-arts qui lui succède.

## Biographie
Carrière et récompenses
Joanny Arlin travaille comme fabricant de tissus jusqu’en 1882 et peint durant son temps libre. Il apprend la peinture aux côtés des peintres français Louis Carrand, Armand Beauvais et Louis Français.
Il a exposé ses œuvres au salon annuel de la Société des amis des arts de Lyon à partir de 1867 et au salon annuel de Paris à partir de 1869.
Après l’éclatement de la Société des amis des arts de Lyon, Joanny Arlin participe en 1887 à la fondation de la Société lyonnaise des beaux-arts. Celle-ci organise également un salon annuel au cours duquel il obtient la grande médaille en 1892. Ce sont ses tableaux Soleil couchant et Matinée d’été qui lui permettent d’obtenir la récompense. Président du jury du même salon en 1900, il en reçoit également la médaille d’or en 1902.
Joanny Arlin remporte la médaille d’or de l'Exposition universelle, internationale et coloniale en 1894, dans la catégorie des Beaux-arts, grâce à sa toile Soleil couchant.
Inspirations
Ses peintures sont inspirées des paysages qui l’entourent. Il peint ainsi les plaines du Dauphiné et s’inspire des villages qui l’entourent : Décines-Charpieu, Anthon, Pont-de-Chéruy, Crémieu, Optevoz, Creys-Mépieu ou encore Morestel. Il représente les lisières de bois, les étangs sous un jour d’automne ou un crépuscule. Ses œuvres sont poétiques et laissent une grande place à la mélancolie.
Fin
Joanny Arlin meurt le 7 avril 1906 dans sa villa de Montchat, située au 28 rue Louis à Lyon.

## Œuvres par ordre alphabétique
- Avant la pluie
- Coucher de soleil dans l’Isère
- Coucher de soleil sur le vallon, 61 × 100 cm
- Crépuscule après la pluie
- Effet de neige par temps orageux
- Effet de soleil couchant sur les maisons, huile sur panneau, 20 × 31 cm
- Effet du matin
- Étude d’orage
- La Route du village, huile sur panneau, 27 × 41 cm
- Le Port de Nice, huile sur toile, 63 × 100 cm, 1877
- Les Quatre Saisons
- Lever de lune
- Lever de lune au confluent du Rhône et de l’Ain
- Matinée d’été
- Matinée d’octobre à l’étang de Bain
- Matinée d’octobre à l’étang de Dag
- Neige au soleil
- Orage
- Paysage, huile sur panneau, 19,5 × 29,5 cm
- Paysage Bucolique, huile sur toile, 31,5 × 46 cm
- Paysanne sur un chemin, huile sur toile, 45 × 65 cm
- Place de Cusset à Vichy, huile sur toile, 43,5 × 65 cm, 1878
- Plan d’eau, fusain, estompe et rehauts de blanc, 24,5 × 34,5 cm
- Première neige à Fusignan
- Ruelle à Optevoz la nuit, aquarelle 17 × 23 cm
- Savoir d’octobre à Gillieu
- Soleil couchant
- Soleil couchant aux environs de Crest
- Soir de novembre
- Soirée sur la Bourbre
- Soleil couchant à Pont-de-Chéruy
- Souvenir de la vallée d’Amby
- Un sentier sous bois

## Note et référence
1. ↑  Archives municipales de Lyon, acte de naissance no 76 dressé le 05/01/1830, vue 11 / 362
2. ↑  Archives municipales de Lyon, acte de décès no 710, vue 90 / 325
3. ↑  « Les salons artistiques lyonnais, entre histoire et actualité »